# De 5 Uur Show
De 5 Uur Show (ook wel De Vijf Uur Show) was een Nederlands televisieprogramma dat van 1989 tot en met 1998 elke maandag tot en met vrijdag werd uitgezonden tussen 17.00 en 18.00 uur op RTL 4. Van 17 augustus 2020 tot 14 mei 2021 werd het programma op hetzelfde tijdstip uitgezonden op SBS6.

## De 5 Uur Show (1989-1998)
Het programma werd voor het eerst uitgezonden op 2 oktober 1989 bij RTL-Véronique en werd aanvankelijk gepresenteerd door Viola Holt (toen nog Viola van Emmenes), Dieuwertje Blok en Marc Postelmans. Er was in het begin nog sprake van duopresentatie. Vanaf 1990 verdween de duopresentatie en ook Blok en Postelmans vertrokken bij het programma, dat toen nog een magazineachtige vorm had. De naam van de zender veranderde; RTL-Véronique werd RTL 4.
Toen Catherine Keyl afwisselend met Viola Holt het programma ging presenteren, kreeg het een ander karakter. Zo was er vanaf die tijd ook publiek aanwezig in de studio.
In 1995 stopte Keyl bij De 5 Uur Show omdat zij een dagelijks praatprogramma kreeg. Myrna Goossen werd de nieuwe presentatrice. Na twee seizoenen werd Goossen ontslagen en ging zij (tijdelijk) naar SBS6. In seizoen 1997/1998 werd Maya Eksteen, naast Viola Holt, presentatrice van De 5 Uur Show.
Onder anderen Caroline Tensen, Mireille Bekooij en Tineke de Nooij waren invalpresentatrices.
De 5 Uur Show was een mengeling van informatie en amusement. Consumentennieuws, bekende Nederlanders, 'het bloemetje' (later als eigen programma Het spijt me), koken, muzikale optredens, shownieuws en algemeen nieuws wisselden elkaar af.
Medio 1998 besloot RTL 4 te stoppen met het programma. Het zou een te oude doelgroep aanspreken.

## Soortgelijke programma's
RTL maakte met RTL Live (wat later 5 Uur Live werd) een opvolger voor De 5 Uur Show en maakte ook het programma Aperitivo. De zender wist het succes van De 5 Uur Show niet meer te evenaren. Andere zenders en omroepen maakten soortgelijke programma's: SBS6 met Goedenavond Nederland, Talpa met Thuis en  Omroep MAX met MAX & Catherine/Loretta/Martine en Tijd voor MAX.

## 5 Uur Show (2020-2021)
De 5 Uur Show kwam per 17 augustus 2020 terug op SBS6. Hiervoor moest het RTL 4-programma 5 Uur Live wijken in de programmering. Het nieuwe programma op SBS6 ging inspelen op de actualiteit, entertainment, mode en lifestyle. De presentatie was ditmaal in handen van Brecht van Hulten, Carolina Lo Galbo en Roos Schlikker.
Leonie ter Braak was zo nu en dan te zien als presentatrice ter vervanging van de vaste presentatrices. Tooske Ragas presenteerde de show op 28 december 2020.
Tijdens de eerste aflevering in 2020 was presentatrice “van het eerste uur” Catherine Keijl de allereerste gast. Daarna was Keijl vaker te gast.
Op 3 mei 2021 maakte Lo Galbo bekend na één seizoen te stoppen met de presentatie van de 5 Uur Show op SBS6. Op 10 mei werd vervolgens bekend dat de 5 Uur Show zou stoppen wegens tegenvallende kijkcijfers. De laatste aflevering was te zien op 14 mei 2021.